# Darko Krajnc
Darko Krajnc (ur. 9 maja 1975 w Mariborze) – słoweński polityk i działacz społeczny, parlamentarzysta, kandydat w wyborach prezydenckich.

## Życiorys
W 1994 ukończył techniczną szkołę średnią w Mariborze, a w 2001 studia na wydziale pracy socjalnej Uniwersytetu Lublańskiego. W 2007 uzyskał magisterium na tej samej uczelni. W latach 2001–2011 był prezesem związku sportowego, od 2004 pełnił różne funkcje w instytucjach i organizacjach studenckich, m.in. kierował zrzeszeniem studenckim ŠOS. W 2004 został przewodniczącym Partii Młodych Słowenii (od 2009 działającej pod nazwą Partia Młodych – Europejscy Zieloni), którą kierował do 2012. W latach 2004–2014 był radnym w gminie Šentilj. W 2007 kandydował w wyborach prezydenckich; w pierwszej turze głosowania zajął 5. miejsce wśród 7 pretendentów, zdobywając 2,2% głosów.
W 2009 stanął na czele stowarzyszenia Rejniško društvo Slovenije. W 2012 został kierownikiem centrum międzypokoleniowego, działającego w ramach zajmującej się promocją wolontariatu organizacji Slovenska filantropija. W 2022 dołączył do ugrupowania Ruch Wolności Roberta Goloba, w wyborach parlamentarnych w tym samym roku z jego ramienia uzyskał mandat posła do Zgromadzenia Państwowego.